# Control Data Cyber 72

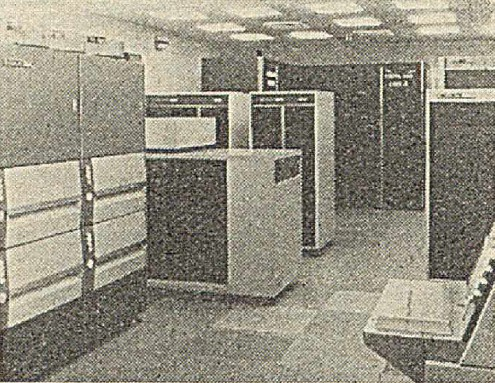
CDC CYBER 72-16 (1976).

Cyber 72 est un ordinateur de la société Control Data Corporation. C'est l'un des deux successeurs du Control Data 6400, version avec Central Processeur unifié du 6600, lui étant parallélisé. Ces trois ordinateurs étaient les plus puissants de la fin des années 1960.
La particularité, inhabituelle pour un ordinateur, était de comporter une ligne à retard conçue pour ralentir le Cyber 73 en 72. C'était, et cela était indiqué de façon très officielle dans la documentation du constructeur, un Cyber 73 délibérément bridé.
Le Cyber 72 était transformable en Cyber 73 en clientèle : un technicien du constructeur venait simplement enlever les lignes à retard, augmentant ainsi la performance de la machine. 

## Justification économique fournie
Les bureaux d'études et les commerciaux de CDC ont à l'époque expliqué leur choix de façon rationnelle : une étude mercatique indiquait que le marché attendait trois puissances de gros ordinateurs scientifique pour trois types de budget. Une caractéristique des ordinateurs était l'importance des frais fixes (études) associés, et la faible amplitude comparée des frais variables (construction et livraison). Pour mémoire, selon Regis McKenna (en) dans son livre Who is afraid of Big Blue ?, un IBM 370/138 était vendu 2 millions de dollars avec une marge brute de 30 % environ, mais le coût marginal de toute machine supplémentaire n'était « que » de 50 000 dollars.
Il était plus économique selon les calculs de brider une unité de calcul existante que d'en concevoir une totalement nouvelle pour l'entrée de gamme. Les avantages attendus étaient :
- série de fabrication plus longue, amortissant mieux les frais fixes ;
- économie d'une étude complète, onéreuse pour une machine de faible rapport ;
- possibilité d'augmenter la puissance de la machine en quelques heures sur le site du client.

Ce type de choix, que l'on nommera golden screwdriver, a également été adopté par d'autres constructeurs, d'IBM à Intel, en dépit de son caractère paradoxal.